# Creoleon lupinus
Creoleon lupinus är en insektsart som först beskrevs av Olivier 1811.  Creoleon lupinus ingår i släktet Creoleon och familjen myrlejonsländor. Inga underarter finns listade i Catalogue of Life.